# 染谷絹代
染谷 絹代（そめや きぬよ、1954年〈昭和29年〉7月5日 - ）は、日本の政治家。静岡県島田市長（4期）。

## 来歴
福島県いわき市出身。目黒区立鷹番小学校、目黒区立第六中学校（現在の目黒区立目黒中央中学校）、実践女子学園高等学校卒業。1975年8月、実践女子大学国文学科中退。同年、文化人類学者の染谷臣道と結婚。夫の転勤（国立大学教師）に伴い、北海道帯広市、インドネシア、福岡県飯塚市など転居したのち、島田市の市民となる。2001年9月放送大学教養学部人間の探求専攻を卒業。静岡県男女共同参画センター理事、島田市行政改革推進委員会副委員長、島田市教育委員長（4期）などを歴任。

### 2013年島田市長選挙
2013年5月19日執行の島田市長選挙に無所属で出馬。現職の桜井勝郎との一騎打ちを制し、初当選を果たす。同月29日の市長就任により、染谷は2013年4月に誕生した伊豆の国市長の小野登志子に次いで静岡県内2人目の女性市長となった。国土交通省中央建設業審議会委員等も務めた。
※当日有権者数：81,864人 最終投票率：70.80%（前回比：1.84pts）
| 候補者名 | 年齢 | 所属党派 | 新旧別 | 得票数   | 得票率 | 推薦・支持 |
| -------- | ---- | -------- | ------ | -------- | ------ | ---------- |
| 染谷絹代 | 58   | 無所属   | 新     | 31,722票 | 55.72% |            |
| 桜井勝郎 | 69   | 無所属   | 現     | 25,213票 | 44.28% |            |

### 2017年島田市長選挙
2017年5月21日執行。元県議の大池幸男、元市議の青山真虎を退け再選。
※当日有権者数：82,387人 最終投票率：64.07%（前回比：6.73pts）
| 候補者名 | 年齢 | 所属党派 | 新旧別 | 得票数   | 得票率 | 推薦・支持 |
| -------- | ---- | -------- | ------ | -------- | ------ | ---------- |
| 染谷絹代 | 62   | 無所属   | 現     | 27,604票 | 53.46% |            |
| 大池幸男 | 61   | 無所属   | 新     | 12,881票 | 24.95% |            |
| 青山真虎 | 39   | 無所属   | 新     | 11,151票 | 21.59% |            |

### 2021年島田市長選挙
2021年5月23日執行。元情報通信研究機構上席研究員の土屋昌弘、元市議の福田正男を退け、3選を果たした。
※当日有権者数：80,582人 最終投票率：62.29%（前回比：1.78pts）
| 候補者名 | 年齢 | 所属党派 | 新旧別 | 得票数   | 得票率 | 推薦・支持 |
| -------- | ---- | -------- | ------ | -------- | ------ | ---------- |
| 染谷絹代 | 66   | 無所属   | 現     | 30,202票 | 60.84% |            |
| 土屋昌弘 | 60   | 無所属   | 新     | 16,050票 | 32.33% |            |
| 福田正男 | 68   | 無所属   | 新     | 3,386票  | 6.83%  |            |

### 2025年島田市長選挙
2025年5月25日執行。新人で会社社長の提坂大介を退け、4選を果たした。
※当日有権者数：78,165人 最終投票率：58.40%（前回比：3.89pts）
| 候補者名 | 年齢 | 所属党派 | 新旧別 | 得票数   | 得票率 | 推薦・支持 |
| -------- | ---- | -------- | ------ | -------- | ------ | ---------- |
| 染谷絹代 | 70   | 無所属   | 現     | 28,159票 | 63.14% |            |
| 提坂大介 | 49   | 無所属   | 新     | 16,441票 | 36.86% |            |